# Mathilde Fischer
Mathilde Emma Fischer (* 18. Dezember 1904 in Ulm; † 22. April 1941 in Hadamar) ist ein deutsches Opfer der nationalsozialistischen Rassenhygiene. Sie wurde im Zuge der Euthanasie-Morde der Aktion T4 in der Tötungsanstalt Hadamar ermordet.

## Leben
Mathilde „Hilde“ Fischer war das dritte Kind des Kaufmanns Friedrich Wilhelm Fischer und seiner Ehefrau Emma Elisabeth. Sie war, weil als Frühgeburt zur Welt gekommen, körperlich und psychisch nur eingeschränkt belastbar, wurde deshalb in ihrer Familie besonders umsorgt und wuchs gut behütet auf. Sie absolvierte die Mädchenrealschule in Ulm, besuchte eine Hauswirtschaftsschule und half später im Feinkostgeschäft ihrer Eltern.
Aufgrund einer Krankheit wurde sie im Jahr 1937 in die diakonische Pflegeanstalt (heute: Gottlob-Weißer-Haus) in Schwäbisch Hall aufgenommen. Nach der Beschlagnahmung dieses Hauses am 10. November 1940 wurde sie zunächst am 19. November 1940 in die Heilanstalt Christophsbad nach Göppingen verlegt und am 27. März 1941 ohne das Wissen ihrer Eltern als „ungeheilt“ in die Zwischenanstalt Weinsberg verlegt. Ihr Aufenthalt dort wurde ihren Eltern in Rechnung gestellt.
Am 22. April 1941 wurde Mathilde Fischer im Rahmen der „Aktion T4“ mit 63 weiteren Patienten aus Weinsberg abgeholt und mit einem grauen Bus der GeKraT in die Vernichtungsanstalt Hadamar gebracht. Dort wurde sie noch am selben Tag in der Gaskammer ermordet.
Ihren Eltern wurde im Mai 1941 amtlich mitgeteilt, Mathilde sei an einer Lungenentzündung verstorben. Später wurde ihnen die Urne mit der Asche ihrer Tochter zugestellt, die im Familiengrab auf dem Ulmer Friedhof beigesetzt wurde.

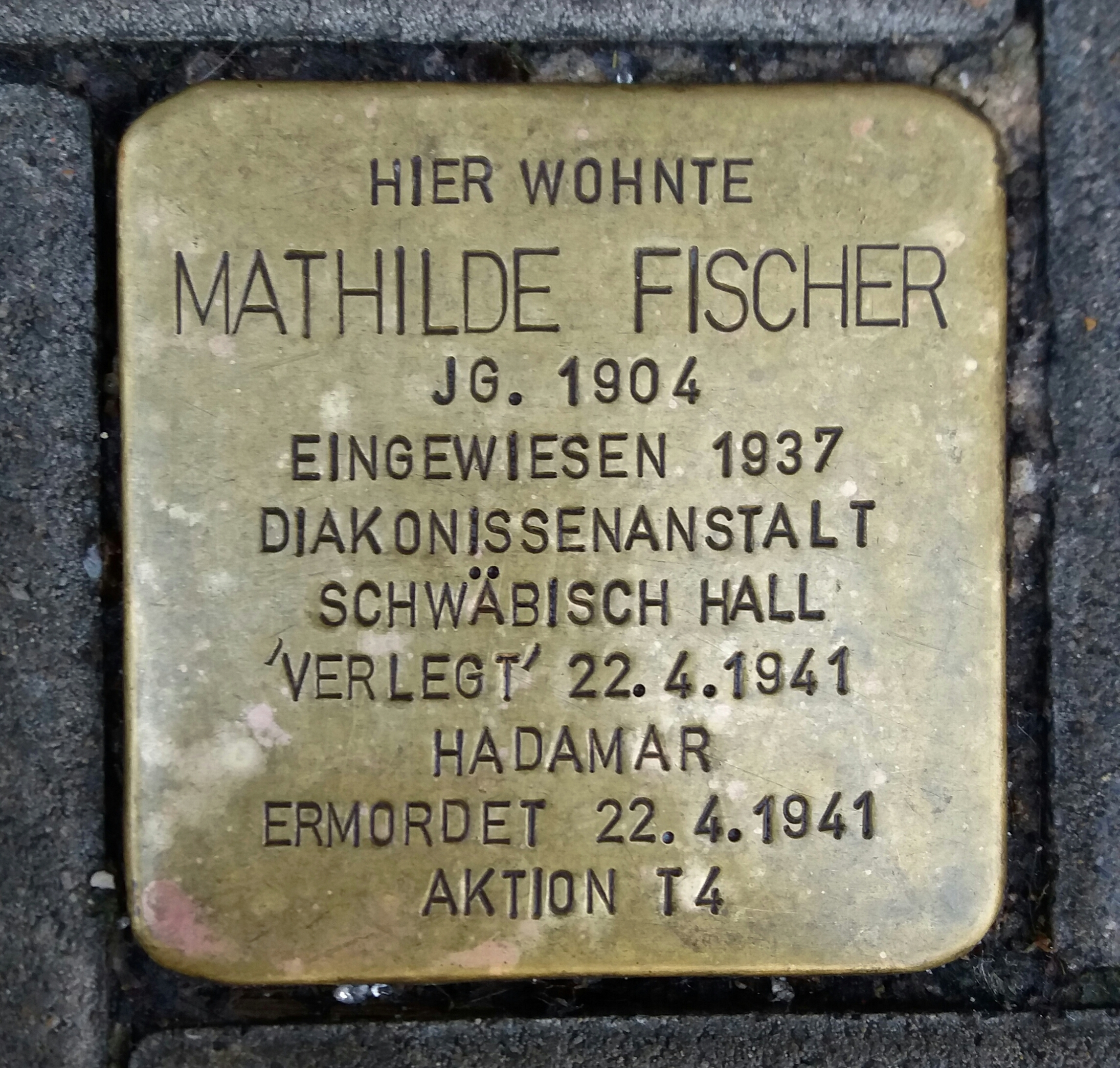
Stolperstein für Mathilde Fischer

## Gedenken
Am 14. September 2015 hat der Künstler Gunter Demnig zum Gedenken an Mathilde Fischer an ihrem früheren Wohnort in der Neuen Straße 32 (damals Glöcklerstraße 27) in Ulm in einen Stolperstein verlegt. Dies wurde durch das Engagement der bürgerschaftlichen Initiative „Stolpersteine für Ulm“ ermöglicht, die im Vorfeld die Biografie des NS-Opfers recherchiert hatte.
Der Name von Mathilde Fischer ist auch in der Opferdatenbank und im Gedenkbuch der Gedenkstätte Hadamar verzeichnet.
Ihr Andenken und das der anderen Opfer der Krankenmorde in Hadamar wird außerdem durch Film- und Videoberichte über die Leidensgeschichten in der Tötungsanstalt sowie über die Verlegung der Stolpersteine gewahrt. Im Rahmen einer Projektarbeit von Schülern der von der Stiftung Liebenau betriebenen Don-Bosco-Schule in Hegenberg war Mathilde Fischer im Dezember 2018 eine der Personen, die stellvertretend für die Opfer der „Aktion T4“ dargestellt wurden.